# Quad9
Quad9は、マルウェアに感染したWebサイトへのアクセスをブロックするパブリックDNSサービスである。このサービスは、クエリを送信するユーザのIPアドレスをログに記録しないことにより、プライバシーを保護する。
カリフォルニア州の非営利法人であるCleanerDNS, Inc.が、Quad9を運営する。CleanerDNSは、IBM、 Packet Clearing House （PCH）、Global Cyber Alliance（GCA）、その他のサイバーセキュリティ組織、および個人の寄付によりサポートされている。2021年2月17日、組織はスイスでの事業を再統合する過程にあると発表し、ホスト国の強力なプライバシー法がQuad9のユーザデータプライバシーイニシアチブをより適切にサポートすると述べた。

## IPアドレス
Quad9は、次のIPアドレスでパブリックに使用する再帰ネームサーバを操作する。これらのアドレスは、エニーキャストルーティングによって最も近い運用サーバーにマップされる。 Quad9は、ポート853を介したDNS over TLS 、ポート443を介したDNS over HTTPS およびポート443を介したDNSCryptを提供する。
| 区分             |               | IPv4            | IPv6           | FQDN                                                    |
| ---------------- | ------------- | --------------- | -------------- | ------------------------------------------------------- |
| メインストリーム | 優先DNSサーバ | 9.9.9.9         | 2620:fe::fe    | https://dns.quad9.net/dns-query tls://dns.quad9.net     |
| メインストリーム | 代替DNSサーバ | 149.112.112.112 | 2620:fe::9     | https://dns.quad9.net/dns-query tls://dns.quad9.net     |
| セキュリティ無し | 優先DNSサーバ | 9.9.9.10        | 2620:fe::10    | https://dns10.quad9.net/dns-query tls://dns10.quad9.net |
| セキュリティ無し | 代替DNSサーバ | 149.112.112.10  | 2620:fe::fe:10 | https://dns10.quad9.net/dns-query tls://dns10.quad9.net |
| セキュリティECS  | 優先DNSサーバ | 9.9.9.11        | 2620:fe::11    | https://dns11.quad9.net/dns-query tls://dns11.quad9.net |
| セキュリティECS  | 代替DNSサーバ | 149.112.112.11  | 2620:fe::fe:11 | https://dns11.quad9.net/dns-query tls://dns11.quad9.net |

Quad9のプライマリDNSサービスには、IPv4のIPアドレス：9.9.9.9と149.112.112.112 、IPv6のIPアドレス：2620:fe::feと2620:fe::9介してアクセスできる。このサービスは、マルウェアブロックリスト、DNS暗号化、およびDNSSECをサポートしている。
制限された機能をサポートするQuad9の代替DNSサービスは、IPv4のIPアドレス：9.9.9.10および149.112.112.10 、およびIPv6のIPアドレス：2620:fe::10および2620:fe::fe:10を介してアクセスできる。このサービスはDNS暗号化のみをサポートする。
ECSをサポートするQuad9の同一のDNSサービスは、IPv4のIPアドレス：9.9.9.11と149.112.112.11 、およびIPv6のIPアドレス：2620:fe::11と2620:fe::fe:11を介してアクセスできる。このサービスは、マルウェアブロックリスト、DNS暗号化、DNSSEC、およびECSをサポートしている。

## プライバシー
Quad9システムによって個人を特定できる情報は収集されない。エンドユーザーのIPアドレスは、ディスクに保存されたり、ローカルデータセンターのクエリに応答する機器の外部に配布されたりしない。Quad9は、安全で高速なプライベートDNSを提供するためのコアチャーターを備えた非営利団体である。よって、個人を特定できるデータによる二次的な収益源はない。

### 類似サービス
- 1.1.1.1
- Google Public DNS
- OpenDNS